# Lissachatina reticulata
Lissachatina reticulata (лат.) — сухопутный брюхоногий моллюск из подкласса лёгочных улиток.
Рифлёная раковина бежевого цвета с тёмно-коричневыми осевыми полосами. Тело бежевое с тёмной (до чёрного) головой. Встречаются альбиносы.
Одна из крупных быстрорастущих улиток. Уже к 4—5 месяцам её раковина достигает 14—15 см длиной (может достигать 30 см), а во взрослом состоянии раковина в среднем 18—20 см (может достигать 25 см). Возраст полового созревания: 6—10 месяцев. Число яиц в кладке 100—300 штук.
Родина Lissachatina reticulata — Восточная Африка (Занзибар). Предпочитает жаркий и влажный климат.
При культивировании различаются следующие разновидности: альбино, темноголовая, стандарт.

## Особенности
Улитка рождается полностью глухой. Дышит она всем телом, в том числе и раковиной, в которой имеются небольшие канальцы, через которые воздух проникает к тельцу. Глаза расположены на гибких усиках на макушке головы. Видит моллюск только те предметы, которые расположены на расстоянии 2 см от неё.
Основные средства восприятия — обоняние и осязание. Улитка чувствует ароматы и телом, и щупальцами, которыми также и определяет форму и текстуру поверхностей.
Также щупальца помогают ей определить степень освещенности предметов. Слишком яркий свет заставляет улитку прятаться в раковину, а тусклый — искать более теплое место.
Несколько лет назад ученые выявили, что ахатина ретикулята не скрещивается с другими видами ахатин, только с представителями своего вида.

## Домашнее содержание
Achatina reticulata — одна из самых неприхотливых сухопутных улиток. Эти моллюски не боятся контакта с человеком и часто содержатся любителями.